# Sant Marçal (Santa Coloma de Farners)
Sant Marçal és una església del municipi de Santa Coloma de Farners (la Selva) inclòs en l'Inventari del Patrimoni Arquitectònic de Catalunya.

## Descripció

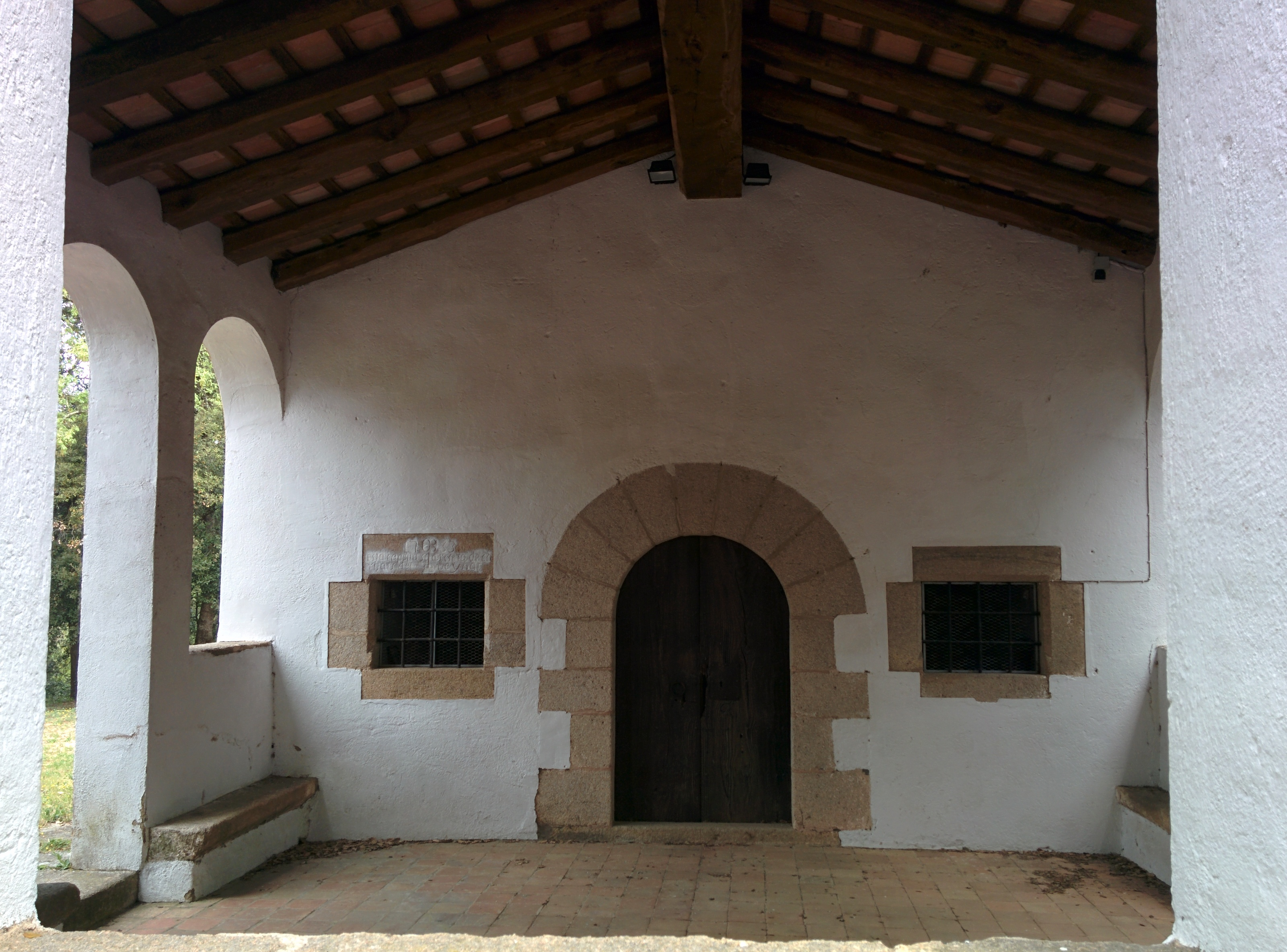
Porxo i portal d'entrada

La capella és d'una sola nau amb absis semicircular, té un campanar d'espadanya d'un sol ull, i a la part davantera un porxo amb arcades de mig punt, teulat de teula àrab a dues vessants i un ràfec de tres fileres de teula plana al seu voltant. Hi ha un petit cos quadrangular afegit que correspon a la sagristia. El porxo, rectangular, és espaiós, té tres finestres a ponent, i una porta amb tres finestres més a cada costat. Cada finestral té una llinda inferior monolítica de granit. El teulat és de cairats de fusta i tot el voltant al seu interior hi ha un banc de pedra adossat a la paret.
La porta d'entrada al temple, a la façana de ponent, sota el porxo, és adovellada de mig punt i amb una finestra a cada costat. Les dues amb llinda monolítica, la de l'esquerra porta una inscripció amb l'any 175?63 Esta capella se a refeto de cayrats del veynat, l'altra finestra porta la data 1912 i lletres il·legibles.
L'espai interior té una llargada de dotze metres per set d'ample i està cobert per tres tipus de volta: la més gran des de l'entrada és volta de canó; al creuer una volta d'aresta i en l'absis és semicircular. El presbiteri té un altar amb ara de granit i l'absis presenta una fornícula amb la imatge de sant Marçal. A cada braç del creuer hi ha una finestreta rectangular i una imatge dels sants Cosme i Damià, màrtirs. Dins la sagristia hi ha una làpida que rememora l'acte de benedicció de la campana i l'altar dels anys 1967 i 1970.
L'interior està enguixat i pintat de blanc, el terra està format per mosaics quadrats amb dos tipus de dibuix. Pel que fa al parament de l'exterior són arrebossats sense pintar. Tots els murs són de maçoneria senzilla i carreus granítics ben tallats a tots els xamfrans. Al voltant de l'ermita, menys a l'absis, hi ha un terra format per grans lloses granítiques.

## Història
Es coneix el culte de l'ermita a partir del 1700, quan ja existia la capella i els membres de la família Callicó n'eren els obrers perpetus. El bisbe va ordenar que els pabordes de la Confraria del Ciri entressin també en l'administració per ajudar a la neteja i cura de la capella. L'any 1746 la capella constava molt ben arranjada amb l'altar major i els ornaments litúrgics complets. L'ermita té uns Goigs dedicats demanant la protecció del sant.